# Мацуока, Сюдзо
Сюдзо Мацуока (яп. 松岡 修造 Мацуока Сю:дзо:, ромадзи: Shuzo Matsuoka; род. 6 ноября 1967, Токио) — японский профессиональный теннисист и телевизионный комментатор, победитель двух турниров АТР в одиночном и парном разрядах.

## Игровая карьера
Сюдзо Мацуока впервые вышел на старт профессионального турнира в Открытом чемпионате Японии 1985 года, когда ему ещё не исполнилось 18 лет. В 1987 году он дебютировал в составе сборной Японии в Кубке Дэвиса.
В апреле 1988 года Мацуока вышел в четвертьфинал Открытого чемпионата Японии после победы над будущим олимпийским чемпионом Милославом Мечиржем, а через неделю в Нагое добрался до финала турнира класса ATP Challenger в паре с новозеландцем Стивом Гаем. В сентябре Мацуока, на тот момент занимавший в рейтинге место в середине второй сотни, уже представлял Японию на Олимпиаде в Сеуле, где, однако, проиграл в первом же круге как в одиночном разряде (21-й ракетке мира Эмилио Санчесу), так и в парном. Тем не менее к концу года выходы в полуфинал турнира АТР в Брисбене и в четвертьфиналы в Сиднее и Токио обеспечили ему место в первой сотне рейтинга. Следующий год он начал с выхода в финал турнира АТР в Веллингтоне, а через неделю, продолжая выступления в Новой Зеландии, завоевал свой первый титул в турнирах АТР, победив в паре с местным фаворитом Гаем на турнире в Окленде. Эта победа позволила Мацуоке войти в сотню сильнейших теннисистов мира и в парном разряде. Однако в марте, находясь в рейтинге в одиночном разряде уже на 62-м месте, Мацуока получил травму и на полсезона выбыл из соревнований, не сумев восстановиться до конца года и только вполсилы отыграв весь следующий сезон.
Настоящее возвращение Мацуоки состоялось только в 1991 году. Начав год с выхода в полуфинал турнира АТР и выигрыша «челленджера» в Бразилии, он затем успешно выступил в апреле в Сеуле и Сингапуре, вновь войдя в число ста лучших теннисистов мира. На Открытом чемпионате Канады в июле Мацуока добился первой за карьеру победы над игроком из Top-10 мирового рейтинга, переиграв Пита Сампраса — на тот момент девятую ракетку мира. Его остановил только в четвертьфинале советский представитель Андрей Чесноков. В 1992 году Мацуока выиграл Открытый чемпионат Сеула, став первым с начала Открытой эры в теннисе японцем, победившим на турнире АТР-тура (бывший тур Гран-при). Занимая на тот момент в рейтинге 90-е место, Мацуока победил на пути к титулу Джанлуку Поцци и Тодда Вудбриджа, находившихся выше него в иерархии соответственно на 32 и 57 мест. Через полтора месяца он добился ещё одного внушительного успеха, дойдя до финала престижного турнира Queen’s Club в Лондоне. Там он переиграл последовательно 26-ю ракетку мира Маливая Вашингтона и двух соперников из первой десятки рейтинга — сначала Горана Иванишевича, занимавшего в рейтинге девятую строчку, а затем вторую ракетку мира Стефана Эдберга, уступив в итоге Уэйну Феррейре. Выход на Уимблдоне во второй круг после ещё одной победы над Вашингтоном позволил Мацуоке подняться на 46-е место в рейтинге — высшее не только в его карьере, но и во всём японском мужском теннисе на почти 20 лет (только в октябре 2011 года этот результат улучшит Кэй Нисикори).
Ещё раз Мацуока вышел на рекордный для японского тенниса в Открытой эре уровень в 1995 году. В начале года во второй раз пробившись в финал турнира АТР в парном разряде, он затем дошёл до четвертьфинала в одиночном турнире на Уимблдоне. По пути в четвертьфинал Мацуока, в рейтинге опустившийся к этому моменту за пределы первой сотни, обыграл 28-ю ракетку мира Карела Новачека и 34-ю ракетку мира Хавьера Франу, проиграв только Сампрасу — действующему и будущему чемпиону. Этот успех и удачные выступления на протяжении остатка сезона (выигрыш «челленджера» в Аптосе, выход в полуфинал Открытого чемпионата Китая и победа над десятой ракеткой мира Иванишевичем на Кубке Кремля) позволили ему не только вернуться в сотню сильнейших, но и приблизиться к Top-50, хотя до уровня 1992 года он так и не дотянулся.
В последний раз Мацуока выступил за национальную сборную в феврале 1997 года, в общей сложности проведя за неё 36 игр в 16 матчах (23 победы и 13 поражений). Он продолжал регулярные выступления в профессиональных турнирах до середины 1997 года, а в последний раз появился на корте в апреле следующего года в Токио. Успехи Мацуоки пробудили в Японии ослабевший интерес к теннису, переросший в настоящий бум после его выхода в четвертьфинал Уимблдона. Лучший игрок Японии начала XXI века Кэй Нисикори называет Мацоку одним из двух своих кумиров вместе с Роджером Федерером. Такао Судзуки, долгие годы остававшийся ведущим игроком Японии, также связывает свои успехи с Мацуокой.
Ещё один след в истории тенниса Мацуока оставил, сам того не желая. В матче первого круга Открытого чемпионата США 1995 года он и Петр Корда доиграли до тай-брейка в каждом из трёх первых сетов. В начале четвёртого сета у японского теннисиста начались судороги в левой икре, заставившие его играть с максимальной осторожностью, но это не помогло: после 3 часов и 27 минут игры, при счёте 2:1 по сетам и 5:5 в четвёртом сете, у него начались судороги в обеих ногах и он рухнул на корт, крича от боли. По действовавшим в тот момент правилам, судороги не считались травмой, и игрок, запросивший медицинскую помощь при них, считался проигравшим. Мацуока, не желая сдавать игру, две минуты пролежал на корте, страдая от боли, прежде чем победа была всё равно присуждена его сопернику в соответствии с другим правилом, ограничивающим время возвращения к игре. Этот случай заставил теннисные организации пересмотреть действующее правило, и в течение 15 лет при спазмах была разрешена медицинская помощь, как при любой другой травме. Правило, запрещающее медицинскую помощь при судорогах, было восстановлено с 1 января 2010 года в изменённом виде: по новому правилу, игрок может получить помощь от судорог дважды за матч при смене сторон корта или в конце сета либо, если помощь нужна в другое время, сдать столько геймов, сколько необходимо для выполнения одного из этих двух условий.
| Рейтинг в конце года | Рейтинг в конце года | Рейтинг в конце года |
| Год                  | Одиночный разряд     | Парный разряд        |
| -------------------- | -------------------- | -------------------- |
| 1996                 | 146                  | -                    |
| 1995                 | 57                   | 154                  |
| 1994                 | 125                  | 212                  |
| 1993                 | 134                  | 289                  |
| 1992                 | 64                   | -                    |
| 1991                 | 67                   | 298                  |
| 1990                 | 139                  | -                    |
| 1989                 | 181                  | 263                  |
| 1988                 | 82                   | 178                  |
| 1987                 | 260                  | 502                  |

## Участие в финалах турниров Гран-при и АТР за карьеру (5)
| Легенда                        |
| Большой шлем (0)               |
| Мастерс/чемпионат мира АТР (0) |
| Mercedes-Benz Super 9 (0)      |
| ATP Championships (0)          |
| ATP World (3)                  |
| Гран-при (2)                   |

### Одиночный разряд (3)

#### Победа (1)
| Дата           | Турнир                 | Покрытие | Соперник в финале | Счёт в финале |
| -------------- | ---------------------- | -------- | ----------------- | ------------- |
| 20 апреля 1992 | Сеул, Республика Корея | Хард     | Тодд Вудбридж     | 6-3, 4-6, 7-5 |

#### Поражения (2)
| №  | Дата          | Турнир                     | Покрытие | Соперник в финале | Счёт в финале |
| -- | ------------- | -------------------------- | -------- | ----------------- | ------------- |
| 1. | 2 января 1989 | Веллингтон, Новая Зеландия | Хард     | Келли Эвернден    | 5-7, 1-6, 4-6 |
| 2. | 8 июня 1992   | Лондон, Великобритания     | Трава    | Уэйн Феррейра     | 3-6, 4-6      |

### Парный разряд (2)

#### Победа (1)
| Дата          | Турнир                 | Покрытие | Партнёр  | Соперники в финале           | Счёт в финале |
| ------------- | ---------------------- | -------- | -------- | ---------------------------- | ------------- |
| 9 января 1989 | Окленд, Новая Зеландия | Хард     | Стив Гай | Джон Леттс Брюс Ман-Сон-Хинг | 7-6, 7-6      |

#### Поражение (1)
| Дата          | Турнир             | Покрытие | Партнёр       | Соперники в финале            | Счёт в финале |
| ------------- | ------------------ | -------- | ------------- | ----------------------------- | ------------- |
| 9 января 1995 | Джакарта, Малайзия | Хард     | Рональд Ажено | Дэвид Адамс Андрей Ольховский | 5-7, 3-6      |

## Дальнейшая карьера
Уже в конце 80-х годов и начале 90-х годов Сюдзо Мацуока одновременно с выступлениями на корте стал часто появляться на телеэкране. Он рекламировал спортивную обувь и выступал в роли комментатора в спортивных программах. После окончания карьеры Мацуока, ставший в Японии национальной знаменитостью, снимается в десятках реламных роликов ежегодно. Совместно со своим бывшим тренером Бобом Бреттом Мацуока организовал юношеский теннисный лагерь Shuzo Challenge, в задачи которого входят поиск и обучение юных теннисных талантов. Все обладающие потенциалом молодые теннисисты Японии проходят в Shuzo Challenge через руки Бретта, прививающего им профессиональные навыки.
В 2004 году Мацуока был приглашён на должность «режиссёра по теннису» в телевизионном сериале «Ace wo Nerae!» («Подавай навылет!»), главными героями которого являются теннисисты. На первой версии этого сериала (снятой в жанре аниме) он сам рос в 1970-е годы, а в 2000-е годы было решено снять эту же историю с живыми актёрами. Новый сериал, однако, оказался не столь популярен, как аниме, и съёмки были прекращены после девятой серии.